# Rayza Torriani
Rayza Torriani García  (Tarija, 1975 - Cochabamba, 20 de mayo de 2021)  fue una activista transexual boliviana por los derechos de las personas LGBT, siendo una figura destacada dentro del movimiento. Falleció en 2021 debido a complicaciones derivadas de la COVID-19.

## Vida e impacto como activista
Nacida en Yacuiba, Tarija, abandonó su hogar cuando tenía 14 años y asumió una identidad femenina. 
Rayza Torriani fue fundadora y presidenta de la Red Trebol. Fue una de las principales impulsoras de la Ley 807 de Identidad de Género.

## Incursión en la política
Rayza incursionó en la política en 2014 como candidata plurinominal para la Cámara de Diputados de Bolivia, postulándose por Cochabamba por el Partido Verde de Bolivia (PVB). Su candidatura representaba un hito en la historia política boliviana por la visibilidad de personas trans en procesos electorales.
Sin embargo, su candidatura enfrentó obstáculos legales y burocráticos que impidieron su inscripción oficial ante el Tribunal Supremo Electoral (TSE). En ese momento, su cambio de nombre e identidad de género aún no había sido reconocido legalmente. Además, la normativa electoral exigía requisitos como la libreta de servicio militar, aplicable únicamente a varones, lo que resultaba incompatible con su identidad de género. Estas limitaciones impidieron que pudiera postularse formalmente bajo su nombre y género autopercibidos como mujer trans.
A pesar del apoyo de organizaciones como la Coalición Boliviana de Organizaciones LGBT  y de gestiones ante la Defensoria del Pueblo, no logró inscribirse oficialmente como candidata. Su caso visibilizó las barreras institucionales y legales que enfrentaban las personas trans en Bolivia antes de la aprobación de la Ley de Identidad de Género en 2016.